# Vicia noeana
Vicia noeana är en ärtväxtart som beskrevs av Pierre Edmond Boissier. Vicia noeana ingår i släktet vickrar, och familjen ärtväxter.

## Underarter
Arten delas in i följande underarter:
- V. n. megalodonta
- V. n. noeana